# 232 a. C.
El año 232 a. C. fue un año del calendario romano prejuliano. En el Imperio romano se conocía como el año 522 ab urbe condita.

## Acontecimientos

### Imperio seléucida
- El rey seléucida Seleuco II emprende una expedición hacia el interior de Irán para intentar recuperar Partia, pero sus esfuerzos son infructuosos. Según ambas fuentes,[¿cuál?] incluso es tomado prisionero durante varios años por el rey de Partia, Arsaces I. Otras fuentes[¿cuál?] mencionan que estableció la paz con Arsaces al reconocer su soberanía contra Partia.

### República romana
- Consulados de Marco Emilio Lépido y Marco Publicio Maleolo en la Antigua Roma.[1]
- A pesar de la oposición del Senado y de su propio padre, el líder político romano, Cayo Flaminio consigue aprobar una ley para distribuir tierras entre los plebeyos. Los romanos decidieron parcelar tierras al norte de Roma (el ager Gallicus) en pequeños terrenos para sus ciudadanos más pobres cuyas granjas se había arruinado durante la primera guerra púnica.

## Filosofía
- Tras la muerte de su mentor, Cleantes de Aso, Crisipo de Soli lo sucede como la tercera cabeza de la escuela estoica. Los muchos escritos de Crisipo, sobre las doctrinas estoicas, más tarde le harían acreedor del título de segundo fundador del estoicismo.